# She Was Hot
She Was Hot è un singolo del gruppo rock The Rolling Stones, pubblicato nel 1984 ed estratto dall'album Undercover.
Per promuovere il singolo fu girato un videoclip musicale diretto da Julien Temple, che mostra l'attrice Anita Morris mentre tenta in maniera semi-comica di sedurre ciascun membro della band. La versione della canzone che si sente nel video ha una strofa aggiuntiva rispetto alla traccia dell'album. A causa dell'inquadratura ravvicinata della zona pubica di un paio di pantaloni maschili ai quali schizzano via i bottoni per l'eccitazione, il video fu censurato e mandato in onda in versione tagliata su MTV.

## Tracce
- Lato A

1. She Was Hot

- Lato B

1. I Think I'm Going Mad